# Уступ Коши
Уступ Коши (лат. Rupes Cauchy) — деталь лунной поверхности, уступ длиной 120 км с координатами 9,0° с. ш, 37,0° в. д. Уступ направлен на юго-запад, разность высот составляет 200—300 метров. Уступ находится в северо-восточной области Моря Спокойствия, своё название он получил по близко расположенному кратеру Коши.
Восточный край уступа расположен на возвышенности на восточном крае Моря Спокойствия. Кратер Коши C диаметром 3,6 км пересекает уступ к югу от непосредственно кратера Коши. Коши E и F находятся к северу от уступа, Коши B расположен на южной стороне. На западном крае уступа находятся два сходных по размеру вытянутых депрессии (вероятность того, что это ударные кратеры, крайне мала). Сходные по размерам кратеры Синас J и H находятся на западе от депрессий.
Уступ Коши образует тонкую тень спустя пять дней после новолуния, когда линия терминатора находится поблизости и солнечный свет падает под малым углом.

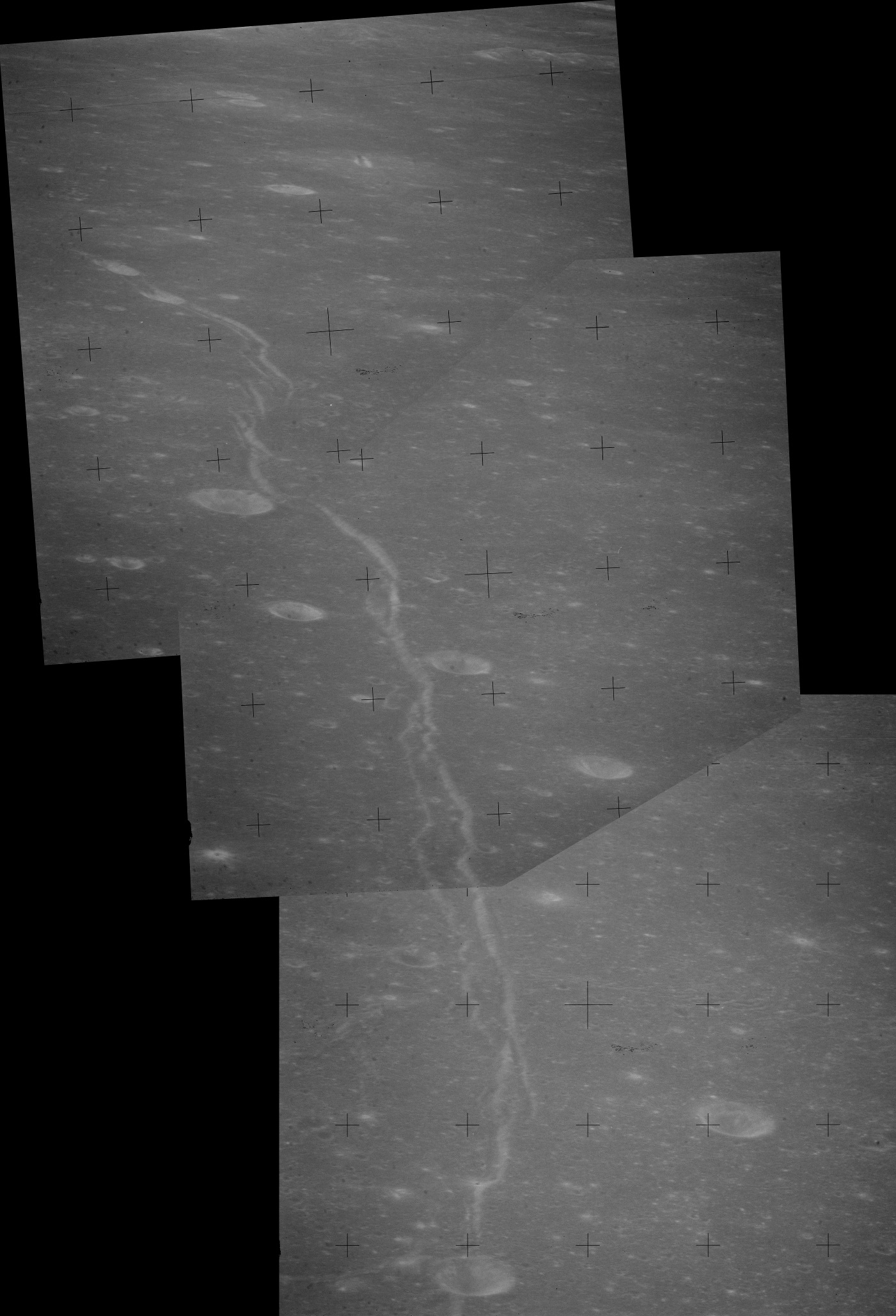
Мозаика изображений, полученных в ходе миссии Аполлон-15

Эта деталь лунного рельефа была отмечена как «Fossa Casals» на карте 1974 года, созданной по данным фотографий, полученных в ходе миссии Аполлон-15, но такое название не было подтверждено Международным астрономическим союзом.